# Adorable Clio
Adorable Clio est un roman de Jean Giraudoux publié en 1920 aux éditions Émile-Paul Frères.

## Résumé
Six récits de guerre qui présentent la vision de l'auteur sur la Première Guerre mondiale, la vie quotidienne et la nécessaire réconciliation avec l'Allemagne

## Éditions
- Adorable Clio, éditions Émile-Paul Frères, 1920